# Melanagromyza surdasi
Melanagromyza surdasi är en tvåvingeart som beskrevs av Tandon 1965. Melanagromyza surdasi ingår i släktet Melanagromyza och familjen minerarflugor. Inga underarter finns listade i Catalogue of Life.